# David Bramwell
David Bramwell, né le 23 novembre 1942 à Liverpool (Angleterre) et mort le 20 janvier 2022 à Las Palmas de Gran Canaria, est un botaniste britannique.

## Biographie

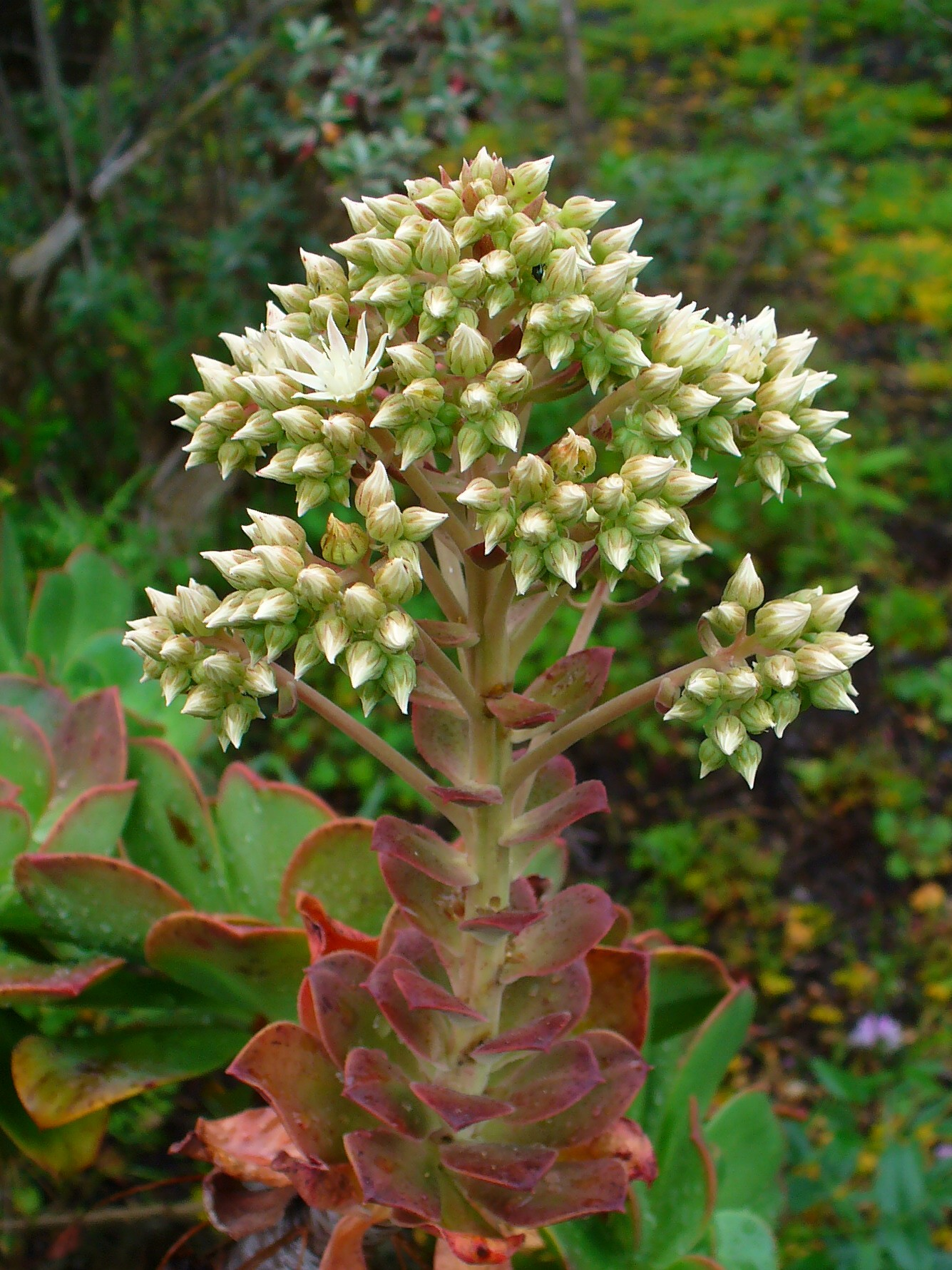
Inflorescence dAeonium davidbramwellii.

David Bramwell étudie la botanique à l'université de Liverpool. Du mois d'août 1974 au mois de novembre 2012, il dirige le Jardín Botánico Canario Viera y Clavijo, situé sur l'île de Grande Canarie.
Il est spécialiste de la flore des îles Canaries et des Crassulacées.

## Publications

### Ouvrages
- (es + en) David Bramwell et Alex Bramwell, Excursiones botánicas por las Islas Canarias = Botanical excursions in the Canary Islands, 2014, 129 p.
- (en) David Bramwell et Juli Caujapé-Castells (coordinateurs), The biology of island floras, Cambridge, Cambridge University Press, 2011, XV-522 p. (ISBN 978-0-521-11808-8, OCLC 712644495)
- (en) David Bramwell et Zoë I. Bramwell, Wild flowers of the Canary Islands, 1974, 261 p. (ISBN 978-0-85950-010-4 et 0859500101)
- (es) David Bramwell et Zoë I. Bramwell, Flores silvestres de las Islas Canarias, Madrid, Editorial Rueda, 1994, xvi, 376 (ISBN 978-84-7207-062-2 et 847207062X)
- (en) David Bramwell, Plants and islands, Londres, Academic Press, 1979, 459 p. (ISBN 978-0-12-125460-5, OCLC 475419071)
- (es) David Bramwell et Zoë I. Bramwell, Jardines subtropicales, Alcorcón (Madrid), Editorial Rueda, 1995 (ISBN 84-7207-085-9, OCLC 39094477)

### Articles
- (en) David Bramwell, « Medicinal plants of the Canary Islands », Medicinal Plant Conservation, IUCN, vol. 12,‎ novembre 2006, p. 36-39 (ISSN 1430-953X, lire en ligne)